# Бочкарёв, Николай Геннадиевич
Никола́й Генна́диевич Бочкарёв (19 мая 1947, Москва — 24 декабря 2022, там же) — советский и российский астроном, доктор физико-математических наук, главный научный сотрудник Государственного астрономического института имени П. К. Штернберга.

## Биография
Н. Г. Бочкарёв родился 19 мая 1947 года в Москве. В 1961—1975 состоял в ВЛКСМ. Бывший член КПСС.
В 1971 году окончил Астрономическое отделение физического факультета МГУ, затем обучался в аспирантуре. После защиты в 1974 году кандидатской диссертации «Физические условия в межзвёздной среде, нагреваемой рентгеновскими и космическими лучами», постоянно работал в Государственном Астрономическом Институте имени П. К. Штернберга МГУ. В 1976 году стажировался во Франции, а в 1984 и в 1991 годах — в США. В 1988 году защитил докторскую диссертацию «Тепловой режим и излучение газа в галактиках и оболочках звёзд». Главный научный сотрудник отдела звёздной астрофизики ГАИШ МГУ с 2020 года.
Скончался 24 декабря 2022 года в Москве.

## Научно-педагогическая и общественная деятельность
Основные научные работы Н. Г. Бочкарёва относятся к изучению свойств межзвёздной среды, активных галактических ядер, рентгеновских двойных систем. Есть публикации по астробиологии, археоастрономии, истории астрономии и телескопостроению.
На Астрономическом отделении физического факультета МГУ в 2002—2014 годах читал курс лекций «Диагностика атомарной космической плазмы», в 2010—2013 годах — «Диагностика космических молекул и пыли», в 2014 году подготовил курс «Молекулы и пыль во Вселенной». Автор 333 статей и 10 книг.
Н. Г. Бочкарёв с 1979 года руководил рабочей группой (ныне секцией) «Межзвёздная среда и звездообразование» Научного совета по астрономии РАН, с 2010 года — член Совета по астробиологии РАН, с 1991 года — главный редактор основанного им научного журнала Astronomical and Astrophysical Transactions и член диссертационного совета Д002.023.01 в Физическом институте имени П. Н. Лебедева РАН.
Член Международного астрономического союза (с 1982 года), Европейского астрономического общества и Международной общественной организации «Астрономическое общество» (с 1990 года), Санкт-Петербургского союза учёных (с 1993 года), Международного общественного объединения «Euroscience» (с 1994 года), Российской Академии Естественных наук по отделению Астрономия (с 1997 года), Ассоциации планетариев России (с 2001 года) и Армянского астрономического общества (с 2009 года).

## Награды и признание
- Медаль «В память 850-летия Москвы» (1997)
- Юбилейный нагрудный знак «250 лет МГУ им. М. В. Ломоносова» (2004)
- В честь Н. Г. Бочкарёва назван астероид 19915 Bochkarev, открытый в 1974 году Н. С. Черных (2006)
- Грамота губернатора Нижегородской области (2007)
- Заслуженный научный сотрудник Московского университета (2007)
- Юбилейная медаль АстрО (2008)
- Юбилейная медаль «100 лет Тунгусскому метеориту» (2008)
- Нагрудный знак «Почётный работник высшего профессионального образования РФ» (2010)
- Звание «Почётный деятель науки и техники города Москвы» (2012)

## Публикации
- Бочкарёв Н. Г. Местная межзвёздная среда. — М.: Наука, 1990. — 188 с. — ISBN 5-02-014351-0.
- Бочкарёв Н. Г. Основы физики межзвёздной среды: Yчебное пособие для студентов вузов, обучающихся по специальности «Астрономия». — Изд. 3-е / 2-е / 1-е. — М.: ЛИБЕРКОМ / URSS: «Либроком» / Издательство МГУ, 2014 / 2010 / 1992. — 351 / 351 / 351 с. — ISBN 978–5–397–04650–3 / 978-5-397-01034-4 / 5-211-01586-X.
- Бочкарёв Н. Г. Магнитные поля в космосе. — Изд. 2-е, доп.. — М.: URSS, 2010. — 207 с. — ISBN 978-5-397-01519-6.